# Simulium manense
Simulium manense es una especie de insecto del género Simulium, familia Simuliidae, orden Diptera.
Fue descrita científicamente por Elsen & Escaffre, 1976.